# عملات تذكارية من الذهب والفضة باليورو (أيرلندا)
العملات التذكارية الذهبية والفضية باليورو في أيرلندا هي عملات اليورو الخاصة المسكوكة في جمهورية أيرلندا، والتي تُعد واحدة من الدول الأعضاء في الاتحاد الأوروبي، كما أنها عضو في منطقة اليورو. اعتمدت جمهورية أيرلندا اليورو كعملة رسمية لها في 1 يناير (كانون الثاني) 2002. ويُصدر البنك المركزي الأيرلندي منذ ذلك الحين إصدارات عادية من عملات اليورو الأيرلندية المخصصة للتداول، كما يُصدر عملات يورو تذكارية من الذهب والفضة أو من معادن ثمينة أخرى. تكون هذه العملات التذكارية الخاصة ذات قيمة قانونية فقط في جمهورية أيرلندا، على عكس الإصدارات العادية لعملات اليورو الأيرلندية، والتي لها قيمة قانونية في جميع دول منطقة اليورو. هذا يعني أن العملات التذكارية المصنوعة من الذهب والفضة في جمهورية أيرلندا لا يمكن استخدامها كعملة في دول أخرى. علاوة على ذلك، ولأن قيمتها السبائكية تتجاوز قيمتها الاسمية بكثير، فإن هذه العملات عادةً ما تكون غير مخصصة للاستخدام كوسيلة دفع على الإطلاق - مع أن ذلك لا يزال ممكنًا. لهذا السبب، تُسمى عادةً عملات هواة الجمع. عادةً ما تُخلّد هذه العملات ذكرى أحداث تاريخية أو تُسلّط الضوء على أحداث جارية ذات أهمية خاصة.

## عملات 2003
| | الألعاب العالمية الصيفية للأولمبياد الخاص 2003 |                                       |                                        |  |
| المصمم: فيرونيكا مكاليون، وتريشيا هولبروك | المصمم: فيرونيكا مكاليون، وتريشيا هولبروك      | دار سك العملة:-                       | دار سك العملة:-                        |  |
| القيمة: 10 يورو | السبيكة: Ag 925 (فضة)                          | الكمية: 30,000                        | الجودة: إثبات                          |  |
| صادر في: 2003 | القطر: 38.61 مـم (1.52 بوصة)                   | الوزن: 28.28 غ (1.00 أونصة؛ 0.91 ozt) | قيمة الإصدار:- القيمة السوقية: 45 يورو |  |
| يظهر على الوجه الأمامي للعملة القيثارة الأيرلندية مُحاطة بمجموعة من 12 نجمة ترمز إلى دول الاتحاد الأوروبي. وعلى الوجه الخلفي للعملة وُضع شعار الألعاب العالمية الصيفية للأولمبياد الخاص لعام 2003. |                                                |                                       |                                        |  |
| |                                                |                                       |                                        |  |
| | الألعاب العالمية الصيفية للأولمبياد الخاص 2003 |                                       |                                        |  |
| المصمم:- | المصمم:-                                       | دار سك العملة:-                       | دار سك العملة:-                        |  |
| القيمة: 5 يورو | الجودة: لامعة غير متداولة                      | الكمية: 60,000                        | قيمة الإصدار:- القيمة السوقية:-        |  |
| صادر في: 2003 | القطر: 28.4 مـم (1.12 بوصة)                    | الوزن: 14.19 غ (0.50 أونصة؛ 0.46 ozt) | السبيكة: Cu 750 (نحاس)، وNi 250 (نيكل) |  |

## عملات 2004
| | توسيع للاتحاد الأوروبي                 |                                       |                                 |
| المصمم: توماس إيميت مولينز، وبول ريغان | المصمم: توماس إيميت مولينز، وبول ريغان | دار سك العملة:-                       | دار سك العملة:-                 |
| القيمة: 10 يورو | السبيكة: Ag 925 (فضة)                  | الكمية: 50,000                        | الجودة: إثبات                   |
| صادر في: 8 أبريل (نيسان) 2004 | القطر: 38.61 مـم (1.52 بوصة)           | الوزن: 28.28 غ (1.00 أونصة؛ 0.91 ozt) | قيمة الإصدار:- القيمة السوقية:- |
| يظهر على الوجه الأمامي للعملة القيثارة الأيرلندية مُحاطة بمجموعة من 12 نجمة ترمز إلى دول الاتحاد الأوروبي. ويظهر على الوجه الخلفي للعملة بجعة تضع عشر بيضات، مُمثّلةً ترحيب الاتحاد الأوروبي بانضمام عشر دول جديدة. كانت هذه العملة جزءًا من برنامج عملات أوروبا لعام 2004 التي خُصصت للاحتفاء بتوسيع الاتحاد الأوروبي. |                                        |                                       |                                 |

## عملات 2005
| | إحياء ذكرى مرور 200 عامًا على ميلاد الفيزيائي الأيرلندي السير ويليام روان هاميلتون |                                       |                                        |
| المصمم: مايكل جيلفويل | المصمم: مايكل جيلفويل                                                             | دار سك العملة:-                       | دار سك العملة:-                        |
| القيمة: 10 يورو | السبيكة: Ag 925 (فضة)                                                             | الكمية: 30,000                        | الجودة: إثبات                          |
| صادر في: 23 مايو (أيار) 2005 | القطر: 38.61 مـم (1.52 بوصة)                                                      | الوزن: 28.28 غ (1.00 أونصة؛ 0.91 ozt) | قيمة الإصدار: 32 يورو القيمة السوقية:- |
| يظهر على الوجه الأمامي للعملة القيثارة الأيرلندية مُحاطة بمجموعة من 12 نجمة ترمز إلى دول الاتحاد الأوروبي، كما نُقشت على هذا الوجه عبارة "عام هاميلتون للعلوم". ويظهر على الوجه الخلفي للعملة رمز النابلا محاطًا بنمط زخرفي مُكوّن من رموز كما نُقشت على هذا الوجه العبارة التالية بالأحرف الإنجليزية "السير ويليام روان هاميلتون 1805-1865" |                                                                                   |                                       |                                        |

## عملات 2006
| | إحياء الذكرى المئوية لميلاد الأديب والكاتب المسرحي الأيرلندي صموئيل بيكيت |                                                      |                                                      |  |
| المصمم: إيميت مولينز | المصمم: إيميت مولينز                                                      | دار سك العملة: ب. هـ. ماير شركة ماير للفنون بألمانيا | دار سك العملة: ب. هـ. ماير شركة ماير للفنون بألمانيا |  |
| القيمة: 20 يورو | السبيكة: Au 999 (ذهب)                                                     | الكمية: 20,000                                       | الجودة: إثبات                                        |  |
| صادر في: 2 مايو (أيار) 2006 | القطر: 13.92 مـم (0.55 بوصة)                                              | الوزن: 1.24 غ (0.04 أونصة؛ 0.04 ozt)                 | قيمة الإصدار:- القيمة السوقية:-                      |  |
| |                                                                           |                                                      |                                                      |  |
| | إحياء الذكرى المئوية لميلاد الأديب والكاتب المسرحي الأيرلندي صموئيل بيكيت |                                                      |                                                      |  |
| المصمم: إيميت مولينز | المصمم: إيميت مولينز                                                      | دار سك العملة: ب. هـ. ماير شركة ماير للفنون بألمانيا | دار سك العملة: ب. هـ. ماير شركة ماير للفنون بألمانيا |  |
| القيمة: 10 يورو | الجودة: إثبات                                                             | الكمية: 35,000                                       | قيمة الإصدار:- القيمة السوقية:-                      |  |
| صادر في: 2 مايو (أيار) 2006 | القطر: 38.61 مـم (1.52 بوصة)                                              | الوزن: 28.28 غ (1.00 أونصة؛ 0.91 ozt)                | السبيكة: Ag 925 (فضة)                                |  |
| يظهر على الوجه الأمامي للعملة قيثارة برايان بورو مُحاطة بمجموعة من 12 نجمة ترمز إلى دول الاتحاد الأوروبي، وقد نُقشت أعلاها عبارة "صموئيل بيكيت 1906 - 1989" ويصور الوجه الخلفي للعملة الأديب والكاتب الأيرلندي صموئيل بيكيت مع مشهد من أشهر أعماله، وهو مسرحية في انتظار غودو. صمم هذه العملات إيميت مولينز الفائز في مسابقة التصميم الوطنية التي أجرتها أيرلندا عام 2005، وكانت هذه العملة جزءًا من مجموعة عملات صدرت ضمن برنامج عملات أوروبا لعام 2006، وخصصت للاحتفاء بشخصيات أوروبية مرموقة. |                                                                           |                                                      |                                                      |  |

## عملات 2007
| | تأثير أيرلندا على الثقافة السلتية الأوروبية |                                                      |                                                      |  |
| المصمم: ماري غريغوري | المصمم: ماري غريغوري                        | دار سك العملة: ب. هـ. ماير شركة ماير للفنون بألمانيا | دار سك العملة: ب. هـ. ماير شركة ماير للفنون بألمانيا |  |
| القيمة: 20 يورو | الجودة:إثبات                                | الكمية: 25,000                                       | قيمة الإصدار:- القيمة السوقية:-                      |  |
| صادر في: 11 سبتمبر (أيلول) 2007 | القطر: 13.92 مـم (0.55 بوصة)                | الوزن: 1.244 غ (0.04 أونصة؛ 0.04 ozt)                | السبيكة: Au 999 (ذهب)                                |  |
| |                                             |                                                      |                                                      |  |
| | تأثير أيرلندا على الثقافة السلتية الأوروبية |                                                      |                                                      |  |
| المصمم: ماري غريغوري | المصمم: ماري غريغوري                        | دار سك العملة: ب. هـ. ماير شركة ماير للفنون بألمانيا | دار سك العملة: ب. هـ. ماير شركة ماير للفنون بألمانيا |  |
| القيمة: 10 يورو | السبيكة: Ag 925 (فضة)                       | الكمية: 35,000                                       | الجودة: إثبات                                        |  |
| صادر في: 11 سبتمبر (أيلول) 2007 | القطر: 38.61 مـم (1.52 بوصة)                | الوزن: 28.28 غ (1.00 أونصة؛ 0.91 ozt)                | قيمة الإصدار: 35 يورو القيمة السوقية:-               |  |
| يظهر على الوجه الأمامي للعملة قيثارة برايان بورو مُحاطة بمجموعة من 12 نجمة ترمز إلى دول الاتحاد الأوروبي، وقد نُقش إلى جانبها "2007" وهو تاريخ إصدار العملة. ويصور الوجه الخلفي للعملة أربعة أشكال متحولة في ترتيب صليبيّ، في حوار حيويّ، كل شخصية تحمل في يدها قطعةً تُشير إلى جانبٍ مختلفٍ من تأثير أيرلندا وإلهامها للثقافة السلتية الأوروبية في الأدب، والموسيقى، والعمارة، والتقنية الجديدة. كانت هذه العملة جزءًا من برنامج عملات أوروبا لعام 2007، والذي خصص عملات عام 2007 للاحتفاء بالإنجاز الأوروبي. صدرت العملات في حفل استقبالٍ مهيب في المتحف الوطني الأيرلندي في ثكنات كولينز بحضور محافظ البنك المركزي الأيرلندي جون هيرلي. |                                             |                                                      |                                                      |  |
| |                                             |                                                      |                                                      |  |
| | تصميم إيفان ميشتروفيتش                      |                                                      |                                                      |  |
| المصمم: إيفان ميستروفيتش، ودامير ماتوشيتش | المصمم: إيفان ميستروفيتش، ودامير ماتوشيتش   | دار سك العملة: المعهد النقدي الكرواتي                | دار سك العملة: المعهد النقدي الكرواتي                |  |
| القيمة: 15 يورو | السبيكة: Ag 925 (فضة)                       | الكمية: 10,000                                       | الجودة: إثبات                                        |  |
| صادر في: 15 فبراير (شباط) 2007 | القطر: 37 مـم (1.46 بوصة)                   | الوزن: 24 غ (0.85 أونصة؛ 0.77 ozt)                   | قيمة الإصدار: 40 يورو القيمة السوقية:-               |  |
| يظهر على الوجه الأمامي للعملة قيثارة برايان بورو مُحاطة بمجموعة من 12 نجمة ترمز إلى دول الاتحاد الأوروبي، وقد نُقش إلى جانبها "2007" وهو تاريخ إصدار العملة. ويصور الوجه الخلفي للعملة عازفة قيثارة تعزف على قيثارة دالواي. نُحت تمثال الفتاة والقيثارة عام 1927 على يد إيفان ميشتروفيتش (1883-1962)، وهو نحات كرواتي حظي بشهرة عالمية، وقد شارك بهذا التصميم في مسابقة تصميم عملة دولة أيرلندا الحرة لعام 1928. وعلى الرغم من وصول التصميم متأخرًا جدًا بحيث لم يُؤخذ في الاعتبار عند تقييم الأعمال المُشاركة، فقد كتب رئيس لجنة التصميم، ويليام بتلر ييتس، لاحقًا: "لقد صنع تصميمًا رائعًا، وعندما اكتشف أن تاريخ الإصدار قد انقضى، أهداها لدولة أيرلندا الحرة بسخاء كبير". ثُم استُخدم التصميم بعد ذلك كختم للبنك المركزي الأيرلندي اعتبارًا من عام 1963. أُصدرت أيرلندا عملة 15 يورو للاحتفاء بالنحات الكرواتي إيفان ميشتروفيتش بالتعاون من مؤسسة ميشتروفيتش في كرواتيا. سُكّت من هذه العملة 8000 عملة فردية من فئة 15 يورو، كما صدرت أيضًا مجموعة عملات مزدوجة الإصدار من 3000 قطعة محدودة التداول. تضمنت مجموعة العملات المزدوجة عملة فضية من فئة 15 يورو، بالإضافة إلى عملة فضية من فئة 150 كونا. وكانت هذه العملة الشقيقة مطابقة تمامًا للعملة الأيرلندية فيما عدا أنها احتوت على نقش باللغة الكرواتية والشعار الوطني لكرواتيا. وقد خصصتت من هذه العملات 1000 مجموعة للبيع حصريًا في كرواتيا، بينما كانت المجموعات الألف الأخرى متاحة للشراء فقط في معرض دبلن الدولي للعملات، والذي أقيم في الجمعية الملكية بدبلن خلال يومي 16 و17 فبراير (شباط) 2007. |                                             |                                                      |                                                      |  |

## عملات 2008
| | إدراج موقع سكليغ مايكل ضمن قائمة منظمة اليونسكو لمواقع التراث العالمي |                                                           |                                                           |  |
| المصمم: مايكل جيلفويل | المصمم: مايكل جيلفويل                                                 | دار سك العملة: دار سك العملة الملكية الهولندية في أوتريخت | دار سك العملة: دار سك العملة الملكية الهولندية في أوتريخت |  |
| القيمة: 20 يورو | الجودة:إثبات                                                          | الكمية: 15,000                                            | قيمة الإصدار:- القيمة السوقية:-                           |  |
| صادر في: 23 أبريل (نيسان) 2008 | القطر: 13.92 مـم (0.55 بوصة)                                          | الوزن: 1.244 غ (0.04 أونصة؛ 0.04 ozt)                     | السبيكة: Au 999 (ذهب)                                     |  |
| |                                                                       |                                                           |                                                           |  |
| | إدراج موقع سكليغ مايكل ضمن قائمة منظمة اليونسكو لمواقع التراث العالمي |                                                           |                                                           |  |
| المصمم: مايكل جيلفويل | المصمم: مايكل جيلفويل                                                 | دار سك العملة: دار سك العملة الملكية الهولندية في أوتريخت | دار سك العملة: دار سك العملة الملكية الهولندية في أوتريخت |  |
| القيمة: 10 يورو | السبيكة: Ag 925 (فضة)                                                 | الكمية: 25,000                                            | الجودة: إثبات                                             |  |
| صادر في: 23 أبريل (نيسان) 2008 | القطر: 38.61 مـم (1.52 بوصة)                                          | الوزن: 28.28 غ (1.00 أونصة؛ 0.91 ozt)                     | قيمة الإصدار: 36 يورو القيمة السوقية:-                    |  |
| يظهر على الوجه الأمامي للعملة قيثارة برايان بورو مُحاطة بمجموعة من 12 نجمة ترمز إلى دول الاتحاد الأوروبي، وقد نُقش إلى جانبها "2008" وهو تاريخ إصدار العملة. ويصور الوجه الخلفي للعملة جزيرة سكليغ مايكل مع سرب طيور يحلق من قمتها نحو 12 نجمة ترمز إلى دول الاتحاد الأوروبي، وعلى اليسار منها نُقشت عبارة "10 يورو" التي تُشير إلى القيمة الإسمية للعملة. أصدر البنك المركزي الأيرلندي هذه العملات بالتعاون مع مكتب الأشغال العمومية احتفالاً بإدراج جزيرة سكليغ مايكل ضمن قائمة منظمة اليونسكو لمواقع التراث العالمي الواقع قبالة الساحل الغربي لأيرلندا. كانت هذه العملة جزءًا من برنامج عملات أوروبا لعام 2008، والتي خصصت للاحتفاء بالتراث الثقافي الأوروبي. |                                                                       |                                                           |                                                           |  |
| |                                                                       |                                                           |                                                           |  |
| | السنة القطبية الدولية                                                 |                                                           |                                                           |  |
| المصمم: توماس رايان | المصمم: توماس رايان                                                   | دار سك العملة: دار سك العملة النمساوية في فيينا           | دار سك العملة: دار سك العملة النمساوية في فيينا           |  |
| القيمة: 100 يورو | السبيكة: Au 999 (ذهب)                                                 | الكمية: 3,000                                             | الجودة: إثبات                                             |  |
| صادر في: سبتمبر (أيلول) 2008 | القطر: 28 مـم (1.10 بوصة)                                             | الوزن: 15.5 غ (0.55 أونصة؛ 0.50 ozt)                      | قيمة الإصدار: 395.00 يورو القيمة السوقية:-                |  |
| |                                                                       |                                                           |                                                           |  |
| | السنة القطبية الدولية                                                 |                                                           |                                                           |  |
| المصمم: توماس رايان | المصمم: توماس رايان                                                   | دار سك العملة: دار سك العملة النمساوية في فيينا           | دار سك العملة: دار سك العملة النمساوية في فيينا           |  |
| القيمة: 5 يورو | السبيكة: Ag 925 (فضة)                                                 | الكمية: 6,000                                             | الجودة: إثبات                                             |  |
| صادر في: سبتمبر (أيلول) 2008 | القطر: 28 مـم (1.10 بوصة)                                             | الوزن: 8.52 غ (0.30 أونصة؛ 0.27 ozt)                      | قيمة الإصدار: 50 يورو القيمة السوقية:-                    |  |
| يظهر على الوجه الأمامي للعملة قيثارة برايان بورو وقد نُقش إلى جانبها "2008" وهو تاريخ إصدار العملة، وفي أسفلها شعار السنة القطبية الدولية، وجميعها محاطة بإكليل الغار. وعلى الوجه الخلفي للعملة وُضعت صور مستكشفي القارة القطبية الجنوبية، السير إرنست شاكلتون وتوم كرين. |                                                                       |                                                           |                                                           |  |

## عملات 2009
| | الفلاح                                                      |                                       |                                           |  |
| المصمم: إيميت مولينز | المصمم: إيميت مولينز                                        | دار سك العملة:-                       | دار سك العملة:-                           |  |
| القيمة: 10 يورو | السبيكة: Ag 925 (فضة)                                       | الكمية: 10,000                        | الجودة: إثبات                             |  |
| صادر في: 6 مايو (أيار) 2009 | القطر: 38.61 مـم (1.52 بوصة)                                | الوزن: 28.28 غ (1.00 أونصة؛ 0.91 ozt) | قيمة الإصدار: 36 يورو القيمة السوقية:-    |  |
| |                                                             |                                       |                                           |  |
| | الفلاح                                                      |                                       |                                           |  |
| المصمم: إيميت مولينز | المصمم: إيميت مولينز                                        | دار سك العملة:-                       | دار سك العملة:-                           |  |
| القيمة: 20 يورو | الجودة: إثبات                                               | الكمية: 10,000                        | قيمة الإصدار: 55 يورو القيمة السوقية:-    |  |
| صادر في: 6 مايو (أيار) 2009 | القطر: 13.92 مـم (0.55 بوصة)                                | الوزن: 1.00 غ (0.04 أونصة؛ 0.03 ozt)  | السبيكة: Au 999 (ذهب)                     |  |
| يظهر على الوجه الأمامي للعملة قيثارة برايان بورو وقد نُقش إلى جانبها "2009" وهو تاريخ إصدار العملة. صدرت هذه العملة المعدنية احتفالًا بالذكرى الثمانين لتداول عملة سلسلة الأوراق النقدية الأيرلندية الموحدة، والمعروفة أيضًا باسم أوراق فلاحي أيرلندا. أنتج من هذه العملة مجموعة عملات فردية بحد إصدار بلغ 10,000 قطعة، بالإضافة إلى مجموعة مزدوجة بلغ حد الإصدار لها 5,000 قطعة. |                                                             |                                       |                                           |  |
| |                                                             |                                       |                                           |  |
| | إحياء ذكرى مرور 125 عامًا على تأسيس الرابطة الرياضية الغيلية |                                       |                                           |  |
| المصمم: مايكل غيلفويل | المصمم: مايكل غيلفويل                                       | دار سك العملة:-                       | دار سك العملة:-                           |  |
| القيمة: 15 يورو | السبيكة: Ag 925 (فضة)                                       | الكمية: 10,000                        | الجودة: إثبات                             |  |
| صادر في: 4 نوفمبر (تشرين الثاني) 2009 | القطر: 38.61 مـم (1.52 بوصة)                                | الوزن: 28.28 غ (1.00 أونصة؛ 0.91 ozt) | قيمة الإصدار: 36.00 يورو القيمة السوقية:- |  |

## عملات 2010
| | جائزة الرئيس                            |                                                           |                                                           |  |
| المصمم: مايكل غيلفويل | المصمم: مايكل غيلفويل                   | دار سك العملة: دار سك العملة الملكية الهولندية في أوتريخت | دار سك العملة: دار سك العملة الملكية الهولندية في أوتريخت |  |
| القيمة: 20 يورو | الجودة: إثبات                           | الكمية: 10,000                                            | قيمة الإصدار: 58.00 يورو القيمة السوقية:-                 |  |
| صادر في: 28 أبريل (نيسان) 2010 | القطر: 13.92 مـم (0.55 بوصة)            | الوزن: 1.00 غ (0.04 أونصة؛ 0.03 ozt)                      | السبيكة: Au 999 (ذهب)                                     |  |
| |                                         |                                                           |                                                           |  |
| | جائزة الرئيس                            |                                                           |                                                           |  |
| المصمم: مايكل غيلفويل | المصمم: مايكل غيلفويل                   | دار سك العملة: دار سك العملة الملكية الهولندية في أوتريخت | دار سك العملة: دار سك العملة الملكية الهولندية في أوتريخت |  |
| القيمة: 10 يورو | السبيكة: Ag 925 (فضة)                   | الكمية: 12,000                                            | الجودة: إثبات                                             |  |
| صادر في: 28 أبريل (نيسان) 2010 | القطر: 38.61 مـم (1.52 بوصة)            | الوزن: 28.28 غ (1.00 أونصة؛ 0.91 ozt)                     | قيمة الإصدار: 36.00 يورو القيمة السوقية:-                 |  |
| يظهر على الوجه الأمامي للعملة قيثارة أيرلندية تقليديىة بأربعة عشر وترًا، مستوحاة من قيثارة برايان بورو التي تُمثل شعار كلية ترينيتي في دبلن، والتي تُستخدم كزخرفة للعملات الأيرلندية منذ عام 1928. القيثارة محاطة بإكليل غار وقد نُقش إلى جانبها "2010" وهو تاريخ إصدار العملة. ويظهر على الوجه الخلفي للعملة مبنى آراس آن أواختاراين، المقر الرسمي لرئيس أيرلندا، راعي جائزة غايسْه للرؤساء. كما يُصوّر بعض التحديات المتنوعة التي يخوضها المشاركون في الجائزة. وبالإضافة إلى مجموعة العملات الفردية، فقد أنتج من هذه العملة المعدنية مجموعة عملات مزدوجة بلغ حد الإصدار لها 4,000 قطعة. |                                         |                                                           |                                                           |  |
| |                                         |                                                           |                                                           |  |
| | الحيوانات في أيرلندا - الحصان الأيرلندي |                                                           |                                                           |  |
| المصمم: إيميت مولينز | المصمم: إيميت مولينز                    | دار سك العملة: دار سك العملة الملكية الهولندية في أوتريخت | دار سك العملة: دار سك العملة الملكية الهولندية في أوتريخت |  |
| القيمة: 15 يورو | السبيكة: Ag 925 (فضة)                   | الكمية: 15,000                                            | الجودة: إثبات                                             |  |
| صادر في: 13 سبتمبر (أيلول) 2010 | القطر: 38.61 مـم (1.52 بوصة)            | الوزن: 28.28 غ (1.00 أونصة؛ 0.91 ozt)                     | قيمة الإصدار: 36.00 يورو القيمة السوقية:-                 |  |
| يظهر على الوجه الأمامي للعملة قيثارة أيرلندية تقليديىة بأربعة عشر وترًا، مستوحاة من قيثارة برايان بورو التي تُمثل شعار كلية ترينيتي في دبلن، والتي تُستخدم كزخرفة للعملات الأيرلندية منذ عام 1928. القيثارة محاطة بإكليل غار وقد نُقش إلى جانبها "2010" وهو تاريخ إصدار العملة. ويصور الوجه الخلفي للعملة حصانًا مشابهًا (إن لم يكن مطابقًا تمامًا) للحصان الذي استُخدم لزخرفة أحد وجهي عملة بيرسي ميتكالف هافكراون الأصلية، مُزيّنًا بحصان صغير يلتصق بحصان بالغ، وقد نُقشت في الأعلى عبارة "15 يورو" التي تُشير إلى القيمة الإسمية للعملة.                                                     |                                         |                                                           |                                                           |  |

## عملات 2011
| | القديس بريندان الملاح              |                                                           |                                                           |  |
| المصمم: مايكل غيلفويل | المصمم: مايكل غيلفويل              | دار سك العملة:-                                           | دار سك العملة:-                                           |  |
| القيمة: 10 يورو | السبيكة: Ag 925 (فضة)              | الكمية: 15,000                                            | الجودة: إثبات                                             |  |
| صادر في: 15 فبراير (شباط) 2011 | القطر: 38.61 مـم (1.52 بوصة)       | الوزن: 28.28 غ (1.00 أونصة؛ 0.91 ozt)                     | قيمة الإصدار: 38 يورو القيمة السوقية:-                    |  |
| |                                    |                                                           |                                                           |  |
| | الصليب السلتي                      |                                                           |                                                           |  |
| المصمم: توماس رايان | المصمم: توماس رايان                | دار سك العملة:-                                           | دار سك العملة:-                                           |  |
| القيمة: 20 يورو | الجودة: إثبات                      | الكمية: 12,000                                            | قيمة الإصدار: 40 يورو القيمة السوقية:-                    |  |
| صادر في: 18 أبريل (نيسان) 2011 | القطر: 11 مـم (0.43 بوصة)          | الوزن: 0.5 غ (0.02 أونصة؛ 0.02 ozt)                       | السبيكة: Au 999 (ذهب)                                     |  |
| |                                    |                                                           |                                                           |  |
| | الحيوانات في أيرلندا - سمك السلمون |                                                           |                                                           |  |
| المصمم: إيميت مولينز | المصمم: إيميت مولينز               | دار سك العملة: دار سك العملة الملكية الهولندية في أوتريخت | دار سك العملة: دار سك العملة الملكية الهولندية في أوتريخت |  |
| القيمة: 15 يورو | السبيكة: Ag 925 (فضة)              | الكمية: 12,000                                            | الجودة: إثبات                                             |  |
| صادر في: 10 أكتوبر (تشرين الأول) 2011 | القطر: 38.61 مـم (1.52 بوصة)       | الوزن: 28.28 غ (1.00 أونصة؛ 0.91 ozt)                     | قيمة الإصدار: 46.00 يورو القيمة السوقية:-                 |  |
| يظهر على الوجه الأمامي للعملة قيثارة أيرلندية تقليديىة بأربعة عشر وترًا، مستوحاة من قيثارة برايان بورو التي تُمثل شعار كلية ترينيتي في دبلن، والتي تُستخدم كزخرفة للعملات الأيرلندية منذ عام 1928. القيثارة محاطة بإكليل غار وقد نُقش إلى جانبها "2011" وهو تاريخ إصدار العملة. ويصور الوجه الخلفي للعملة صورة سمكة سلمون مشابهة (إن لم تكن مطابقة تمامًا) لسمكة السلمون التي استُخدمت لزخرفة أحد وجهي عملة قطعة بيرسي ميتكالف الأصلية من فئة 2 شلن/10 بنسات، مُزينة بسمكة سمولت صغيرة مقابل سمكة سلمون بالغة، وقد نُقشت أسفل رأس السمكة البالغة عبارة "15 يورو" التي تُشير إلى القيمة الإسمية للعملة. |                                    |                                                           |                                                           |  |

## عملات 2012
| | مايكل كولينز                               |                                       |                                           |  |
| المصمم: توماس رايان | المصمم: توماس رايان                        | دار سك العملة:-                       | دار سك العملة:-                           |  |
| القيمة: 10 يورو | السبيكة: Ag 925 (فضة)                      | الكمية:-                              | الجودة: إثبات                             |  |
| صادر في: 15 أغسطس (آب) 2012 | القطر: 38.61 مـم (1.52 بوصة)               | الوزن: 28.28 غ (1.00 أونصة؛ 0.91 ozt) | قيمة الإصدار:- القيمة السوقية:-           |  |
| |                                            |                                       |                                           |  |
| | مايكل كولينز                               |                                       |                                           |  |
| المصمم: توماس رايان | المصمم: توماس رايان                        | دار سك العملة:-                       | دار سك العملة:-                           |  |
| القيمة: 20 يورو | الجودة: إثبات                              | الكمية:-                              | قيمة الإصدار:- القيمة السوقية:-           |  |
| صادر في: 15 أغسطس (آب) 2012 | القطر: 13.92 مـم (0.55 بوصة)               | الوزن: 1.00 غ (0.04 أونصة؛ 0.03 ozt)  | السبيكة: Au 999 (ذهب)                     |  |
| |                                            |                                       |                                           |  |
| | الفنانون الأوروبيون - جاك بتلر ييتس        |                                       |                                           |  |
| المصمم: مايكل غيلفويل | المصمم: مايكل غيلفويل                      | دار سك العملة:-                       | دار سك العملة:-                           |  |
| القيمة: 10 يورو | السبيكة: Ag 925 (فضة)                      | الكمية: 12,000                        | الجودة: إثبات                             |  |
| صادر في: 25 يناير (كانون الثاني) 2012 | القطر: 38.61 مـم (1.52 بوصة)               | الوزن: 28.28 غ (1.00 أونصة؛ 0.91 ozt) | قيمة الإصدار: 46.00 يورو القيمة السوقية:- |  |
| يظهر على الوجه الأمامي للعملة قيثارة برايان بورو وقد نُقش إلى جانبها "2012" وهو تاريخ إصدار العملة. وعلى الوجه الخلفي للعملة وُضعت صورة الفنان الأيرلندي جاك بتلر ييتس. |                                            |                                       |                                           |  |
| |                                            |                                       |                                           |  |
| | الحيوانات في أيرلندا - كلب الصيد الأيرلندي |                                       |                                           |  |
| المصمم: إيميت مولينز | المصمم: إيميت مولينز                       | دار سك العملة:-                       | دار سك العملة:-                           |  |
| القيمة: 15 يورو | الجودة: إثبات                              | الكمية: 8,000                         | قيمة الإصدار: 46 يورو القيمة السوقية:-    |  |
| صادر في: 12 ديسمبر (كانون الأول) 2012 | القطر: 38.61 مـم (1.52 بوصة)               | الوزن: 28.28 غ (1.00 أونصة؛ 0.91 ozt) | السبيكة: Ag 925 (فضة)                     |  |
| يظهر على الوجه الأمامي للعملة قيثارة برايان بورو وقد نُقش إلى جانبها "2012" وهو تاريخ إصدار العملة. وعلى الوجه الخلفي للعملة وُضعت صورة كلب صيد أيرلندي.                |                                            |                                       |                                           |  |
| |                                            |                                       |                                           |  |
| | فنون رهبانية - كتاب كيلز                   |                                       |                                           |  |
| المصمم: توماس رايان | المصمم: توماس رايان                        | دار سك العملة:-                       | دار سك العملة:-                           |  |
| القيمة: 20 يورو | السبيكة: Au 999 (ذهب)                      | الكمية: 12,000                        | الجودة: إثبات                             |  |
| صادر في: 9 مايو (أيار) 2012 | القطر: 11 مـم (0.43 بوصة)                  | الوزن: 0.5 غ (0.02 أونصة؛ 0.02 ozt)   | قيمة الإصدار: 50 يورو القيمة السوقية:-    |  |
| يظهر على الوجه الأمامي للعملة قيثارة برايان بورو وقد نُقش إلى جانبها "2012" وهو تاريخ إصدار العملة. وعلى الوجه الخلفي للعملة وُضعت صورة لراهب يكتب كتاب كيلز.           |                                            |                                       |                                           |  |

## عملات 2013
| | كتاب أوروبيون - جيمس جويس    |                                       |                                        |  |
| المصمم: ماري غريغوري | المصمم: ماري غريغوري         | دار سك العملة:-                       | دار سك العملة:-                        |  |
| القيمة: 10 يورو | السبيكة: Ag 925 (فضة)        | الكمية: 10,000                        | الجودة: إثبات                          |  |
| صادر في: 11 أبريل (نيسان) 2013 | القطر: 38.61 مـم (1.52 بوصة) | الوزن: 28.28 غ (1.00 أونصة؛ 0.91 ozt) | قيمة الإصدار: 46 يورو القيمة السوقية:- |  |
| يظهر على الوجه الأمامي للعملة قيثارة برايان بورو وقد نُقش إلى جانبها "2013" وهو تاريخ إصدار العملة. وعلى الوجه الخلفي للعملة وُضعت صورة الشاعر والأديب الأيرلندي جيمس جوبس. وقد نفدت هذه العملة في اليوم الثاني من إصدارها بسبب الطلب غير المسبوق على اقتنائها. |                              |                                       |                                        |  |
| |                              |                                       |                                        |  |
| | الذكرى المئوية لإغلاق دبلن   |                                       |                                        |  |
| المصمم: روري بريسلين | المصمم: روري بريسلين         | دار سك العملة:-                       | دار سك العملة:-                        |  |
| القيمة: 15 يورو | السبيكة: Ag 925 (فضة)        | الكمية: 10,000                        | الجودة: إثبات                          |  |
| صادر في: 24 سبتمبر (أيلول) 2013 | القطر: 38.61 مـم (1.52 بوصة) | الوزن: 28.28 غ (1.00 أونصة؛ 0.91 ozt) | قيمة الإصدار: 44 يورو القيمة السوقية:- |  |

## عملات 2014
| | إحيتء ذكرى مغني التينور الأيرلندي والكونت البابوي جون ماكورماك (1884-1945) |                                       |                                 |  |
| المصمم:- | المصمم:-                                                                   | دار سك العملة:-                       | دار سك العملة:-                 |  |
| القيمة: 10 يورو | السبيكة: Ag 925 (فضة)                                                      | الكمية:-                              | الجودة: إثبات                   |  |
| صادر في: 2014 | القطر: 38.61 مـم (1.52 بوصة)                                               | الوزن: 28.28 غ (1.00 أونصة؛ 0.91 ozt) | قيمة الإصدار:- القيمة السوقية:- |  |
| |                                                                            |                                       |                                 |  |
| | إحياء ذكرى مرور ألف عام على معركة كلونتارف                                 |                                       |                                 |  |
| المصمم:- | المصمم:-                                                                   | دار سك العملة:-                       | دار سك العملة:-                 |  |
| القيمة: 20 يورو | الجودة: إثبات                                                              | الكمية:-                              | قيمة الإصدار:- القيمة السوقية:- |  |
| صادر في: 2014 | القطر: 11 مـم (0.43 بوصة)                                                  | الوزن: 0.5 غ (0.02 أونصة؛ 0.02 ozt)   | السبيكة: Au 999 (ذهب)           |  |
| |                                                                            |                                       |                                 |  |
| | إحياء ذكرى مرور 100 عامًا على وفاة جون فيليب هولاند                         |                                       |                                 |  |
| المصمم:- | المصمم:-                                                                   | دار سك العملة:-                       | دار سك العملة:-                 |  |
| القيمة: 15 يورو | السبيكة: Ag 925 (فضة)                                                      | الكمية:-                              | الجودة: إثبات                   |  |
| صادر في: 2014 | القطر: 38.61 مـم (1.52 بوصة)                                               | الوزن: 28.28 غ (1.00 أونصة؛ 0.91 ozt) | قيمة الإصدار:- القيمة السوقية:- |  |
| يظهر على الوجه الأمامي للعملة قيثارة برايان بورو وقد نُقش إلى جانبها "2014" وهو تاريخ إصدار العملة. وعلى الوجه الخلفي للعملة وُضعت صورة المهندس الأيرلندي جون فيليب هولاند (1840-1914) الذي يُعتبر أبو الغواصات الحديثة. |                                                                            |                                       |                                 |  |

## عملات 2015
| | إحياء ذكرى مرور 20 عامًا على وفاة الفيزيائي الأيرلندي إرنست والتون                                   |                                       |                                 |  |
| المصمم:- | المصمم:-                                                                                            | دار سك العملة:-                       | دار سك العملة:-                 |  |
| القيمة: 15 يورو | السبيكة: Ag 925 (فضة)                                                                               | الكمية:-                              | الجودة: إثبات                   |  |
| صادر في: 2015 | القطر: 38.61 مـم (1.52 بوصة)                                                                        | الوزن: 28.28 غ (1.00 أونصة؛ 0.91 ozt) | قيمة الإصدار:- القيمة السوقية:- |  |
| يظهر على الوجه الأمامي للعملة قيثارة برايان بورو وقد نُقش إلى جانبها "2015" وهو تاريخ إصدار العملة. وعلى الوجه الخلفي للعملة وُضعت صورة الفيزيائي الأيرلندي إرنست والتون (1903-1995) الحائز على جائزة نوبل عام 1951 لكونه أول من شقّ الذرة اصطناعيًا. | |                                       |                                 |  |
| | |                                       |                                 |  |
| | إحياء ذكرى مرور 150 عامًا على ميلاد الشاعر الأيرلندي الحائز على جائزة نوبل في الأدب ويليام بتلر ييتس |                                       |                                 |  |
| المصمم:- | المصمم:-                                                                                            | دار سك العملة:-                       | دار سك العملة:-                 |  |
| القيمة: 15 يورو | السبيكة: Ag 925 (فضة)                                                                               | الكمية:-                              | الجودة: إثبات                   |  |
| صادر في: 2015 | القطر: 38.61 مـم (1.52 بوصة)                                                                        | الوزن: 28.28 غ (1.00 أونصة؛ 0.91 ozt) | قيمة الإصدار:- القيمة السوقية:- |  |
| | |                                       |                                 |  |
| | إحياء ذكرى مرور 70 عامًا على انتهاء الحرب العالمية الثانية وتحقيق السلام في أوروبا                   |                                       |                                 |  |
| المصمم:- | المصمم:-                                                                                            | دار سك العملة:-                       | دار سك العملة:-                 |  |
| القيمة: 10 يورو | الجودة:إثبات                                                                                        | الكمية:-                              | قيمة الإصدار:- القيمة السوقية:- |  |
| صادر في: 2015 | القطر: 38.61 مـم (1.52 بوصة)                                                                        | الوزن: 28.28 غ (1.00 أونصة؛ 0.91 ozt) | السبيكة: Ag 925 (فضة)           |  |

## عملات 2016
| | إحياء ذكرى مرور 100 عامًا على انتفاضة عيد الفصح |                                       |                                        |  |
| المصمم:- | المصمم:-                                       | دار سك العملة:-                       | دار سك العملة:-                        |  |
| القيمة: 15 يورو | السبيكة: Ag 925 (فضة)                          | الكمية:-                              | الجودة: إثبات                          |  |
| صادر في: 2016 | القطر: 38.61 مـم (1.52 بوصة)                   | الوزن: 28.28 غ (1.00 أونصة؛ 0.91 ozt) | قيمة الإصدار:- القيمة السوقية:-        |  |
| يظهر على الوجه الأمامي للعملة قيثارة برايان بورو وقد نُقش إلى جانبها "2016" وهو تاريخ إصدار العملة. وعلى الوجه الخلفي للعملة وُضعت صورة هيبرنيا التجسيد الوطني لجزيرة أيرلندا. |                                                |                                       |                                        |  |
| |                                                |                                       |                                        |  |
| | إحياء ذكرى مرور 100 عامًا على انتفاضة عيد الفصح |                                       |                                        |  |
| المصمم:- | المصمم:-                                       | دار سك العملة:-                       | دار سك العملة:-                        |  |
| القيمة: 50 يورو | الجودة:إثبات                                   | الكمية:-                              | قيمة الإصدار:- القيمة السوقية:-        |  |
| صادر في: 2016 | القطر: 21 مـم (0.83 بوصة)                      | الوزن: 6.5 غ (0.23 أونصة؛ 0.21 ozt)   | السبيكة: Au 999 (ذهب)                  |  |
| يظهر على الوجه الأمامي للعملة قيثارة برايان بورو وقد نُقش إلى جانبها "2016" وهو تاريخ إصدار العملة. وعلى الوجه الخلفي للعملة وُضعت صورة هيبرنيا التجسيد الوطني لجزيرة أيرلندا. |                                                |                                       |                                        |  |
| |                                                |                                       |                                        |  |
| | إحياء ذكرى المعمارية الأيرلندية إيلين غراي     |                                       |                                        |  |
| المصمم:- | المصمم:-                                       | دار سك العملة:-                       | دار سك العملة:-                        |  |
| القيمة: 10 يورو | السبيكة: Ag 925 (فضة)                          | الكمية:-                              | الجودة: إثبات                          |  |
| صادر في: 2016 | القطر: 38.61 مـم (1.52 بوصة)                   | الوزن: 28.28 غ (1.00 أونصة؛ 0.91 ozt) | قيمة الإصدار: 60 يورو القيمة السوقية:- |  |
| يظهر على الوجه الأمامي للعملة قيثارة برايان بورو وقد نُقش إلى جانبها "2016" وهو تاريخ إصدار العملة. وعلى الوجه الخلفي للعملة وُضعت صورة المهندسة المعمارية ومصممة الأثاث إيلين غراي، والتي كانت أول امرأة تظهر صورتها على العملة في أيرلندا، ولكن وُجدت بعض هذه العملات معيبة بعد تداولها، فعرض البنك المركزي الأيرلندي رد ثمنها للمُشترين. |                                                |                                       |                                        |  |

## عملات 2017
| | إحياء ذكرى المخترع الأيرلندي تشارلز ألجرنون بارسونز |                                       |                                 |  |
| المصمم:- | المصمم:-                                            | دار سك العملة:-                       | دار سك العملة:-                 |  |
| القيمة: 15 يورو | السبيكة: Ag 925 (فضة)                               | الكمية:-                              | الجودة: إثبات                   |  |
| صادر في: 2017 | القطر: 38.61 مـم (1.52 بوصة)                        | الوزن: 28.28 غ (1.00 أونصة؛ 0.91 ozt) | قيمة الإصدار:- القيمة السوقية:- |  |
| يظهر على الوجه الأمامي للعملة قيثارة برايان بورو وقد نُقش إلى جانبها "2017" وهو تاريخ إصدار العملة. وعلى الوجه الخلفي للعملة وُضعت صورة المهندس الكهربائي والمخترع الأيرلندي تشارلز ألجرنون بارسونز (1854-1931)          |                                                     |                                       |                                 |  |
| |                                                     |                                       |                                 |  |
| | جسر هابيني                                          |                                       |                                 |  |
| المصمم:- | المصمم:-                                            | دار سك العملة:-                       | دار سك العملة:-                 |  |
| القيمة: 10 يورو | الجودة:إثبات                                        | الكمية:-                              | قيمة الإصدار:- القيمة السوقية:- |  |
| صادر في: 2017 | القطر: 38.61 مـم (1.52 بوصة)                        | الوزن: 28.28 غ (1.00 أونصة؛ 0.91 ozt) | السبيكة: Ag 925 (فضة)           |  |
| يظهر على الوجه الأمامي للعملة قيثارة برايان بورو وقد نُقش إلى جانبها "2017" وهو تاريخ إصدار العملة. وعلى الوجه الخلفي للعملة وُضعت صورة جسر هابيني في أيرلندا.                                                           |                                                     |                                       |                                 |  |
| |                                                     |                                       |                                 |  |
| | إحياء ذكرى مرور رواية رحلات غوليفر                  |                                       |                                 |  |
| المصمم:- | المصمم:-                                            | دار سك العملة:-                       | دار سك العملة:-                 |  |
| القيمة: 10 يورو | السبيكة: Ag 925 (فضة)                               | الكمية:-                              | الجودة: إثبات                   |  |
| صادر في: 2017 | القطر: 38.61 مـم (1.52 بوصة)                        | الوزن: 28.28 غ (1.00 أونصة؛ 0.91 ozt) | قيمة الإصدار:- القيمة السوقية:- |  |
| يظهر على الوجه الأمامي للعملة قيثارة برايان بورو وقد نُقش إلى جانبها "2017" وهو تاريخ إصدار العملة. وعلى الوجه الخلفي للعملة وُضعت مشهد من رواية رحلات غوليفر التي ألفها الكاتب الأيرلندي جوناثان سويفت، ونُشرت عام 1726. |                                                     |                                       |                                 |  |

## عملات 2018
| | إحياء ذكرى مرور 70 عامًا على ميلاد المؤلف الموسيقي الأيرلندي روري غالاغر |                                       |                                 |  |
| المصمم:- | المصمم:-                                                                | دار سك العملة:-                       | دار سك العملة:-                 |  |
| القيمة: 15 يورو | السبيكة: Ag 925 (فضة)                                                   | الكمية:-                              | الجودة: إثبات                   |  |
| صادر في: 2018 | القطر: 38.61 مـم (1.52 بوصة)                                            | الوزن: 28.28 غ (1.00 أونصة؛ 0.91 ozt) | قيمة الإصدار:- القيمة السوقية:- |  |
| يظهر على الوجه الأمامي للعملة قيثارة برايان بورو وقد نُقش إلى جانبها "2018" وهو تاريخ إصدار العملة. وعلى الوجه الخلفي للعملة وُضعت صورة الموسيقي الأيرلندي روري غالاغر، وقد صدرت هذه العملة ضمن سلسلة من العملات التذكارية التي خُصصت للاحتفاء بالموسيقيين الأيرلنديين المعاصرين. |                                                                         |                                       |                                 |  |
| |                                                                         |                                       |                                 |  |
| | إحياء ذكرى مرور 100 عامًا على صدور رواية دراكيولا لبرام ستوكر            |                                       |                                 |  |
| المصمم:- | المصمم:-                                                                | دار سك العملة:-                       | دار سك العملة:-                 |  |
| القيمة: 15 يورو | الجودة:إثبات                                                            | الكمية:-                              | قيمة الإصدار:- القيمة السوقية:- |  |
| صادر في: 2018 | القطر: 38.61 مـم (1.52 بوصة)                                            | الوزن: 28.28 غ (1.00 أونصة؛ 0.91 ozt) | السبيكة: Ag 925 (فضة)           |  |
| يظهر على الوجه الأمامي للعملة قيثارة برايان بورو وقد نُقش إلى جانبها "2018" وهو تاريخ إصدار العملة. وعلى الوجه الخلفي للعملة وُضعت صورة لشخصية كونت دراكولا التي ابتدعها الكاتب الأيرلندي برام ستوكر                                                                             |                                                                         |                                       |                                 |  |
| |                                                                         |                                       |                                 |  |
| | إحياء ذكرى مرور 100 عامًا على إقرار حق المرأة في الاقتراع                |                                       |                                 |  |
| المصمم:- | المصمم:-                                                                | دار سك العملة:-                       | دار سك العملة:-                 |  |
| القيمة: 15 يورو | السبيكة: Ag 925 (فضة)                                                   | الكمية:-                              | الجودة: إثبات                   |  |
| صادر في: 2018 | القطر: 38.61 مـم (1.52 بوصة)                                            | الوزن: 28.28 غ (1.00 أونصة؛ 0.91 ozt) | قيمة الإصدار:- القيمة السوقية:- |  |

## عملات 2019
| | إحياء ذكرى مرور 100 عامًا على رحلة ألكوك وبراون عبر المحيط الأطلسي، والتي هبطت في أيرلندا |                                       |                                 |  |
| المصمم:- | المصمم:-                                                                                 | دار سك العملة:-                       | دار سك العملة:-                 |  |
| القيمة: 15 يورو | السبيكة: Ag 925 (فضة)                                                                    | الكمية:-                              | الجودة: إثبات                   |  |
| صادر في: 2019 | القطر: 38.61 مـم (1.52 بوصة)                                                             | الوزن: 28.28 غ (1.00 أونصة؛ 0.91 ozt) | قيمة الإصدار:- القيمة السوقية:- |  |
| |                                                                                          |                                       |                                 |  |
| | إحياء ذكرى مرور 100 عامًا على تأسيس أول مجلس نواب في أيرلندا                              |                                       |                                 |  |
| المصمم:- | المصمم:-                                                                                 | دار سك العملة:-                       | دار سك العملة:-                 |  |
| القيمة: 100 يورو | الجودة:إثبات                                                                             | الكمية:-                              | قيمة الإصدار:- القيمة السوقية:- |  |
| صادر في: 2019 | القطر: 28 مـم (1.10 بوصة)                                                                | الوزن: 14.14 غ (0.50 أونصة؛ 0.45 ozt) | السبيكة: Au 999 (ذهب)           |  |
| |                                                                                          |                                       |                                 |  |
| | إحياء ذكرى مرور 70 عامًا على 70 عامًا على ميلاد الموسيقي الأيرلندي فيل لينوت               |                                       |                                 |  |
| المصمم:- | المصمم:-                                                                                 | دار سك العملة:-                       | دار سك العملة:-                 |  |
| القيمة: 15 يورو | السبيكة: Ag 925 (فضة)                                                                    | الكمية:-                              | الجودة: إثبات                   |  |
| صادر في: 2019 | القطر: 38.61 مـم (1.52 بوصة)                                                             | الوزن: 28.28 غ (1.00 أونصة؛ 0.91 ozt) | قيمة الإصدار:- القيمة السوقية:- |  |
| يظهر على الوجه الأمامي للعملة قيثارة برايان بورو وقد نُقش إلى جانبها "2018" وهو تاريخ إصدار العملة. وعلى الوجه الخلفي للعملة وُضعت صورة الموسيقي الأيرلندي فيل لينوت، وقد صدرت هذه العملة ضمن سلسلة من العملات التذكارية التي خُصصت للاحتفاء بالموسيقيين الأيرلنديين المعاصرين. |                                                                                          |                                       |                                 |  |

## عملات 2021
| | العمارة القوطية في أيرلندا - كاتدرائية كنيسة المسيح في دبلن |                                       |                                 |
| المصمم:- | المصمم:-                                                    | دار سك العملة:-                       | دار سك العملة:-                 |
| القيمة: 10 يورو | السبيكة: Ag 925 (فضة)                                       | الكمية:-                              | الجودة: إثبات                   |
| صادر في: 2021 | القطر: 38.61 مـم (1.52 بوصة)                                | الوزن: 28.28 غ (1.00 أونصة؛ 0.91 ozt) | قيمة الإصدار:- القيمة السوقية:- |
| يظهر على الوجه الأمامي للعملة قيثارة برايان بورو وقد نُقش إلى جانبها "2021" وهو تاريخ إصدار العملة. ويظهر الوجه الخلفي للعملة منظر لكاتدرائية كنيسة المسيح في دبلن، وقد صدرت هذه العملات كجزء من برنامج عملات أوروبا لعام 2021، والتي خُصصت للاحتفاء بالعمارة في أوروبا. |                                                             |                                       |                                 |

## عملات 2022
| | إحياء ذكرى مرور 80 عامًا على ميلاد الموسيقي الأيرلندي لوك كيلي |                                       |                                 |  |
| المصمم:- | المصمم:-                                                      | دار سك العملة:-                       | دار سك العملة:-                 |  |
| القيمة: 10 يورو | السبيكة: Ag 925 (فضة)                                         | الكمية:-                              | الجودة: إثبات                   |  |
| صادر في: 2022 | القطر: 38.61 مـم (1.52 بوصة)                                  | الوزن: 28.28 غ (1.00 أونصة؛ 0.91 ozt) | قيمة الإصدار:- القيمة السوقية:- |  |
| يظهر على الوجه الأمامي للعملة قيثارة برايان بورو وقد نُقش إلى جانبها "2022" وهو تاريخ إصدار العملة. وعلى الوجه الخلفي للعملة وُضعت صورة الموسيقي الأيرلندي لوك كيلي، وقد صدرت هذه العملة ضمن سلسلة من العملات التذكارية التي خُصصت للاحتفاء بالموسيقيين الأيرلنديين المعاصرين. |                                                               |                                       |                                 |  |
| |                                                               |                                       |                                 |  |
| | إحياء الذكرى المئوية لتأسيس دولة أيرلندا الحرة                |                                       |                                 |  |
| المصمم:- | المصمم:-                                                      | دار سك العملة:-                       | دار سك العملة:-                 |  |
| القيمة: 100 يورو | الجودة:إثبات                                                  | الكمية:-                              | قيمة الإصدار:- القيمة السوقية:- |  |
| صادر في: 2022 | القطر: 21 مـم (0.83 بوصة)                                     | الوزن: 6.5 غ (0.23 أونصة؛ 0.21 ozt)   | السبيكة: Au 999 (ذهب)           |  |
| |                                                               |                                       |                                 |  |
| | إحياء ذكرى الناشطة والطبيبة الأيرلندية كاثلين لين             |                                       |                                 |  |
| المصمم:- | المصمم:-                                                      | دار سك العملة:-                       | دار سك العملة:-                 |  |
| القيمة: 15 يورو | السبيكة: Ag 925 (فضة)                                         | الكمية:-                              | الجودة: إثبات                   |  |
| صادر في: 2022 | القطر: 38.61 مـم (1.52 بوصة)                                  | الوزن: 28.28 غ (1.00 أونصة؛ 0.91 ozt) | قيمة الإصدار:- القيمة السوقية:- |  |
| يظهر على الوجه الأمامي للعملة قيثارة برايان بورو وقد نُقش إلى جانبها "2022" وهو تاريخ إصدار العملة. وعلى الوجه الخلفي للعملة وُضعت صورة الطبيبة والناشطة السياسية الأيرلندية كاثلين لين.                                                                                      |                                                               |                                       |                                 |  |

## عملات 2023
| | منتخب جمهورية أيرلندا لكرة القدم للسيدات |                                       |                                 |
| المصمم:- | المصمم:-                                 | دار سك العملة:-                       | دار سك العملة:-                 |
| القيمة: 15 يورو | السبيكة: Ag 925 (فضة)                    | الكمية:-                              | الجودة: إثبات                   |
| صادر في: 2023 | القطر: 38.61 مـم (1.52 بوصة)             | الوزن: 28.28 غ (1.00 أونصة؛ 0.91 ozt) | قيمة الإصدار:- القيمة السوقية:- |
| صدرت هذه العملة تخليدًا لإنجاز منتخب جمهورية أيرلندا لكرة القدم للسيدات، والذي تأهل لنهائيات كأس العالم لكرة القدم للسيدات 2023. |                                          |                                       |                                 |

## عملات 2024
|                 | إحياء ذكرى مرور 1500 عامًا على وفاة القديسة بريجيد من كيلدير |                                       |                                 |  |
| المصمم:-        | المصمم:-                                                    | دار سك العملة:-                       | دار سك العملة:-                 |  |
| القيمة: 15 يورو | السبيكة: Ag 925 (فضة)                                       | الكمية:-                              | الجودة: إثبات                   |  |
| صادر في: 2024   | القطر: 38.61 مـم (1.52 بوصة)                                | الوزن: 28.28 غ (1.00 أونصة؛ 0.91 ozt) | قيمة الإصدار:- القيمة السوقية:- |  |
|                 |                                                             |                                       |                                 |  |
|                 | إحياء الذكرى المئوية لتأسيس قوات الدفاع الأيرلندية          |                                       |                                 |  |
| المصمم:-        | المصمم:-                                                    | دار سك العملة:-                       | دار سك العملة:-                 |  |
| القيمة: 15 يورو | السبيكة: Ag 925 (فضة)                                       | الكمية:-                              | الجودة: إثبات                   |  |
| صادر في: 2024   | القطر: 38.61 مـم (1.52 بوصة)                                | الوزن: 28.28 غ (1.00 أونصة؛ 0.91 ozt) | قيمة الإصدار:- القيمة السوقية:- |  |